# Куевас-де-Альмуден
Куевас-де-Альмуден (ісп. Cuevas de Almudén) — муніципалітет в Іспанії, у складі автономної спільноти Арагон, у провінції Теруель. Населення — 133 особи (2010).
Муніципалітет розташований на відстані близько 240 км на схід від Мадрида, 47 км на північний схід від міста Теруель.

## Демографія
Динаміка населення (INE ):